# میو ایرینو
میو ایرینو (انگلیسی: Miyu Irino؛ زادهٔ ۱۹ فوریهٔ ۱۹۸۸) صداپیشه، هنرپیشه و خواننده (مرد) اهل ژاپن است. وی از سال ۱۹۹۲ میلادی تاکنون مشغول فعالیت بوده‌است. او در سری بازی ویدئویی کینگدم هارتس به جای شخصیت اصلی بازی یعنی سورا، هاکو در شهر اشباح، جینتان در آنوهانا: گلی که آن روز دیدیم و ایشیدا شویا در صدای خاموش صداپیشگی کرده‌است.